# Nicola Giannelli
Nicola Giannelli (Caiazzo, 15 settembre 1733 – Napoli, 17 aprile 1809) è stato un medico italiano.

## Biografia
Allievo di Francesco Serao, insegnò alla Regia Università di Napoli e lavorò nel grande Ospedale degli Incurabili.

Fu medico di Bernardo Tanucci (1698 – 1783). Rilevante il suo studio sulla febbre maligna al Carminello di Napoli.

## Opere
- Memoria della febbre maligna del real convitto di donzelle di Napoli, (Napoli 1780);
- Praxis medicae institutiones, in tre tomi: de febribus (1791), de Morbis Capitiis (1795), thoracis, abdominis morbos, tum dissertationem de Artritide, podagra et rheumatissmo complecitur (1796);
- Relazione sulla guarigione della rachide.